# Ruth Buchholz
Ruth Buchholz (* 21. Juli 1911 in Hamburg; † 22. Oktober 2002 ebenda), geborene Maetzel war eine deutsche Malerin.

## Leben und Werk
Ruth Maetzel wurde 1911 als ältestes von vier Kindern des Künstlerehepaares Emil Maetzel und Dorothea Maetzel-Johannsen geboren. Nach dem Abitur 1931 begann sie an der Hamburger Landeskunstschule das Studium der Innenarchitektur. 1933 heiratete sie den Juristen und späteren Hamburger Generalstaatsanwalt Ernst Buchholz. Das Ehepaar bekam 3 Kinder: Wolff Buchholz (* 1935; † November 2010), Jan Buchholz (* 1938) und Doris von Zitzewitz (* 1944).
Ruth Buchholz besaß ein ausgeprägtes Gefühl für die Wirkung von Farben. Nach dem Beginn der Ölmalerei entschied sie sich bald für Pastellkreiden. Aus der zeichnerischen Kreidetechnik entwickelte sie eine Kreidemalerei. Sie hat über viele Jahrzehnte entschieden an einem Thema gearbeitet, dem sie mit zunehmender Perfektion viele Aspekte abzugewinnen wusste – dem Stillleben. Zeigen die frühen Bilder noch konventionelle Kompositionen, so konzentrieren sich die späteren Werke kontinuierlich auf das Einzelmotiv.

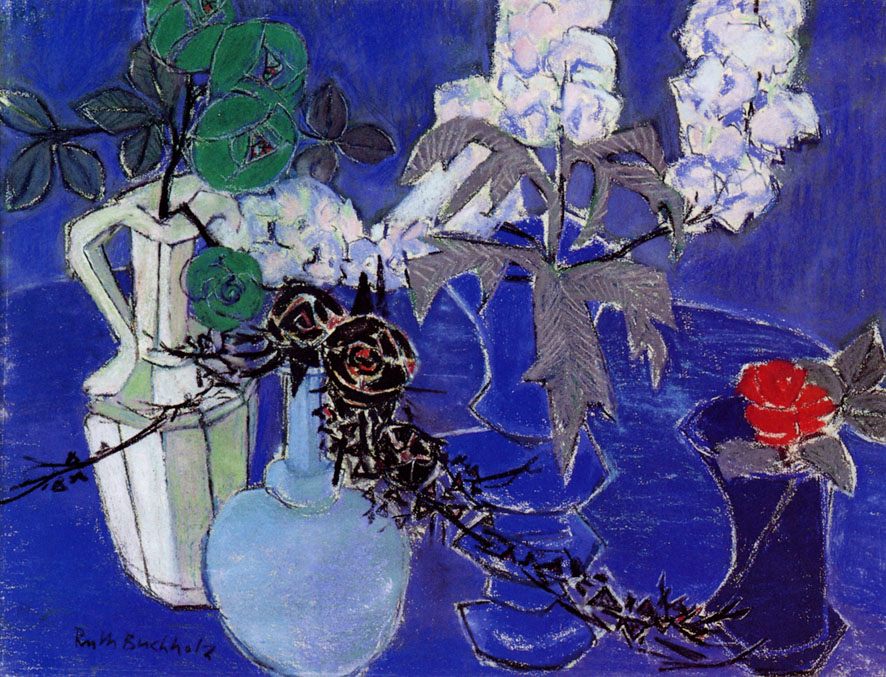
Blaues Stilleben, 1957
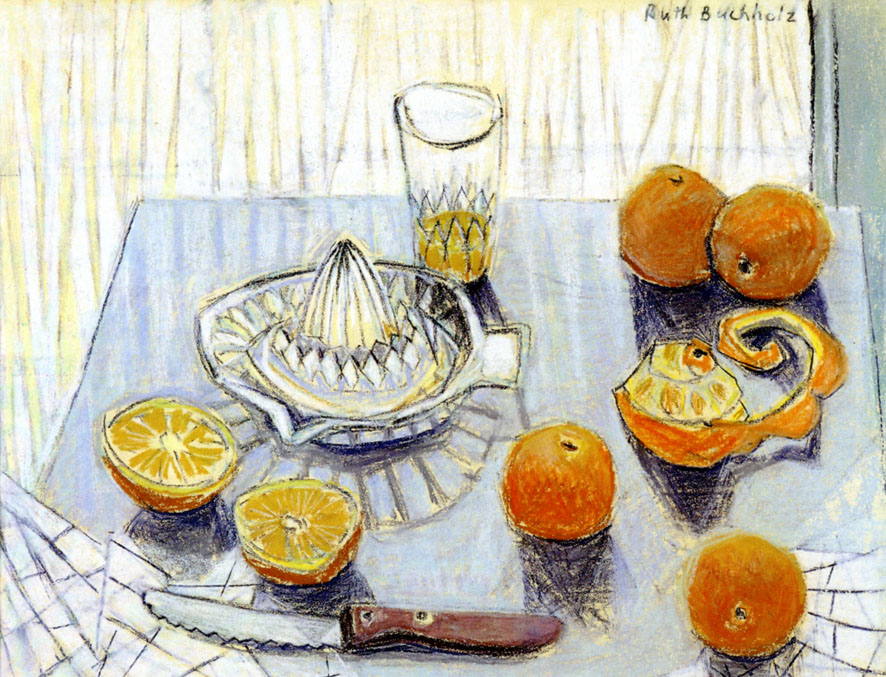
Apfelsinen, Glas und Zitronenpresse, 1958
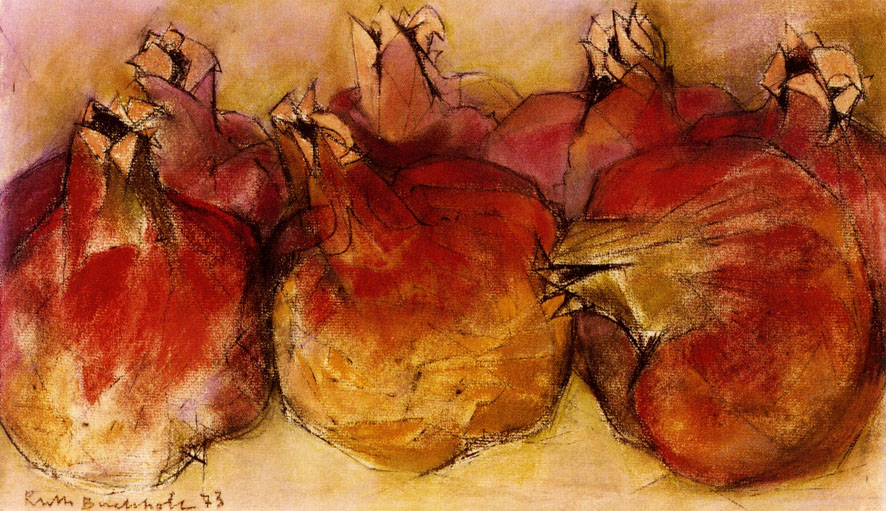
Granatäpfel, 1973
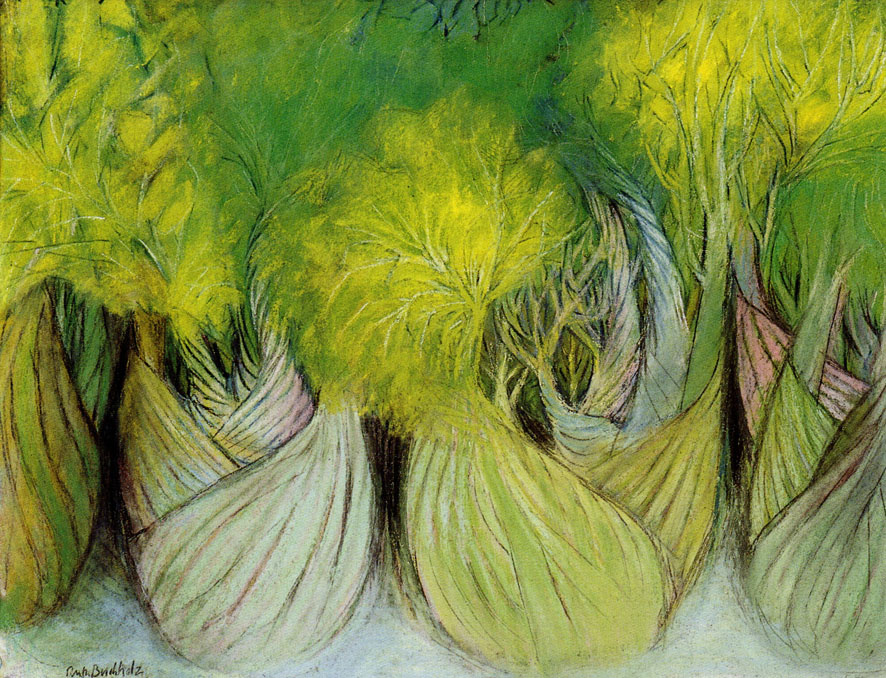
Fenchelwald, 1973
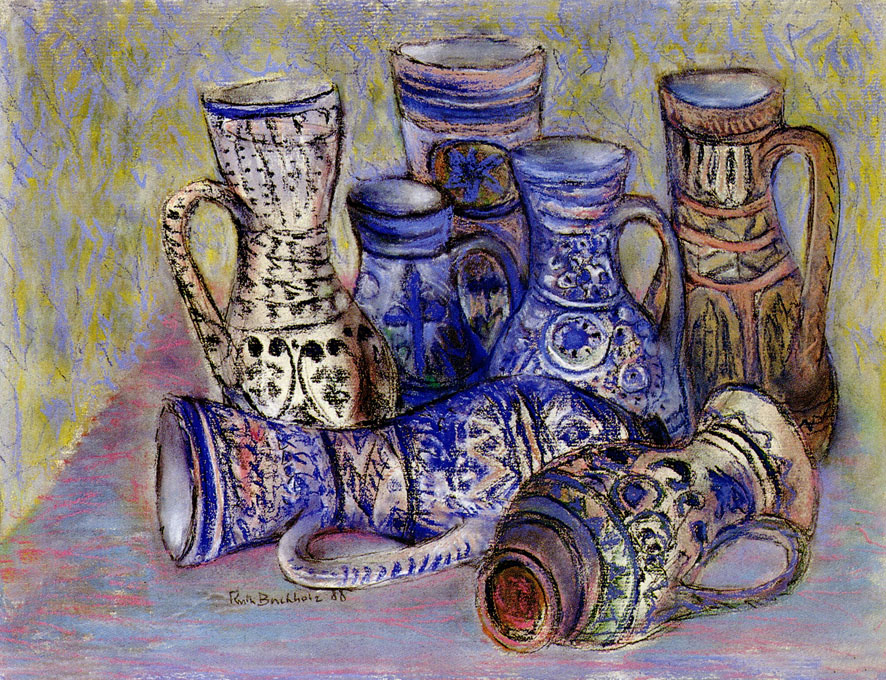
Huzulenkrüge in blau, 1988

## Ausstellungen
| - 1959: Galerie Commeter, Hamburg - 1979: GEDOK, Hamburg - 1983: Museum Rade - 1992: Galerie Herold, Hamburg - 2005: Elbdörfer Galerie, Hamburg | - 1948 bis 1962: Jahresausstellungen der Vereinigung bildender Künstlerinnen - 1951: Kunstverein Hamburg - 1957: Foyer des Thalia Theaters - 1979: Museumsdorf Volksdorf - 2006: Galerie im Saal, Knetzgau - 2008: Franck-Haus, Marktheidenfeld |